# Jan Szczepański
Jan Szczepański (14. září 1913, Ustroń – 16. dubna 2004 Varšava) byl polský sociolog.
Působil jako profesor humanitních věd, akademický učitel na Lodžské univerzitě (rektor v letech 1952–1956) a Vojenské politická akademie. Byl členem a viceprezidentem Polské akademie věd. V letech 1977 až 1982 byl členem Státní rady, člen polského parlamentu byl v letech 1957 až 1961 a poté v letech 1972 až 1985. Jeho práce jsou věnovány teorii a historii sociologie a výzkumu transformace sociální struktury.

## Nejdůležitější díla
- Inteligencja i społeczeństwo (1957)
- Socjologia. Rozwój problematyki i metod (1961)
- Elementární pojęcia socjologii (1963)
- Socjologiczne zagadnienia wyższego wykształcenia (1963)
- Rozważania o Rzeczypospolitej (1971)
- Raport o stanie oświaty (1973)
- Zmiany społeczeństwo polskiego w procesí uprzemysłowienia (1974)
- Sprawy ludzkie (1978)
- Konsumpcja a rozwój człowieka (1981)
- Polska wobec wyzwania przyszłości (1987)
- O indywidualności (1988)
- Polskie losy (1993)
- Wizja naszego czasu (1995)

## České a slovenské překlady
- Základní sociologické pojmy. Z polského originálu přeložil M. Disman. Praha: NPL, 1966. 174 s. cnb000489612.
- Sociológia: vývin problematiky a metód. Z polského originálu přeložili Vladimír Košinár, Bohuslava Majdová a Anna Varsiková. Bratislava: Vydavateľstvo politickej literatúry, 1967. 592 s.
- Spektrum společnosti: otázky soudobé sociologie. Z polského originálu přeložil Jan Sedláček. Praha: Mladá fronta, 1968. 112 s. cnb000153926.